# Max Johnston
Max Johnston (Middlesbrough, 26 de diciembre de 2003) es un futbolista británico que juega en la demarcación de lateral derecho para el SK Sturm Graz de la Bundesliga.

## Selección nacional
Tras jugar en las categorías inferiores de la selección, finalmente hizo su debut con la selección de Escocia el 20 de marzo de 2025 en un encuentro de la Liga de Naciones de la UEFA 2024-25 contra Grecia que finalizó con un resultado de 0-1 a favor del combinado escocés tras el gol de Scott McTominay.

## Clubes
| Club                              | País    | Año       | Partidos | Goles |
| --------------------------------- | ------- | --------- | -------- | ----- |
| Motherwell F. C.                  | Escocia | 2021      | 2        | 0     |
| Queen of the South F. C. (cedido) | Escocia | 2021-2022 | 31       | 2     |
| Cove Rangers F. C. (cedido)       | Escocia | 2022      | 12       | 0     |
| Motherwell F. C.                  | Escocia | 2023      | 19       | 3     |
| SK Sturm Graz II                  | Austria | 2023      | 7        | 0     |
| SK Sturm Graz                     | Austria | 2023-     | 60       | 1     |

## Palmarés

### Títulos nacionales
| Título          | Club          | País    | Año  |
| --------------- | ------------- | ------- | ---- |
| Copa de Austria | SK Sturm Graz | Austria | 2024 |
| Bundesliga      | SK Sturm Graz | Austria | 2024 |
| Bundesliga      | SK Sturm Graz | Austria | 2025 |